# Ciguatera

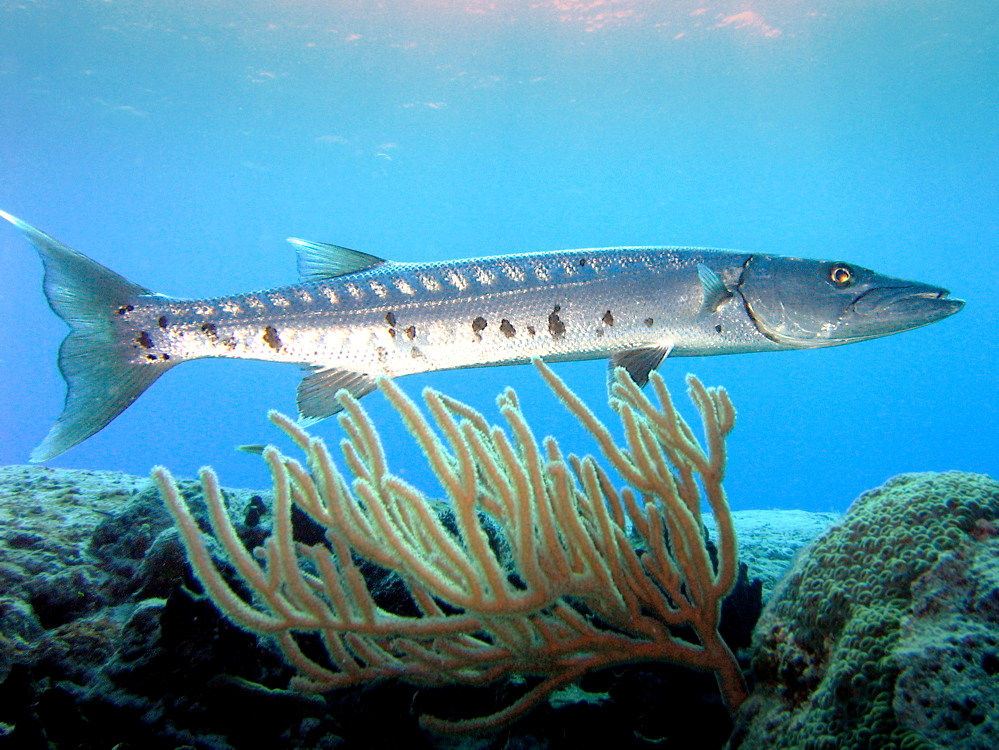
Sphyraena barracuda, una specie ittica frequentemente causa di ciguatera

La ciguatera è un'intossicazione alimentare causata dall'ingestione di alimenti di origine marina contaminati da una tossina, di origine non batterica, nota come ciguatossina, presente in molti microrganismi (in particolare il dinoflagellato Gambierdiscus toxicus). La sindrome è associata al consumo di pesci provenienti da mari tropicali o subtropicali. Nella maggioranza dei casi i pesci nocivi all'uomo sono grandi predatori all'apice della catena trofica, dove la tossina si può concentrare per un fenomeno di biomagnificazione, come barracuda, cernie e lutianidi. Seppur rari si sono riscontrati casi di questa intossicazione anche in seguito al consumo di pesci provenienti dal mar Mediterraneo.

## Specie ittiche e periodi tossici

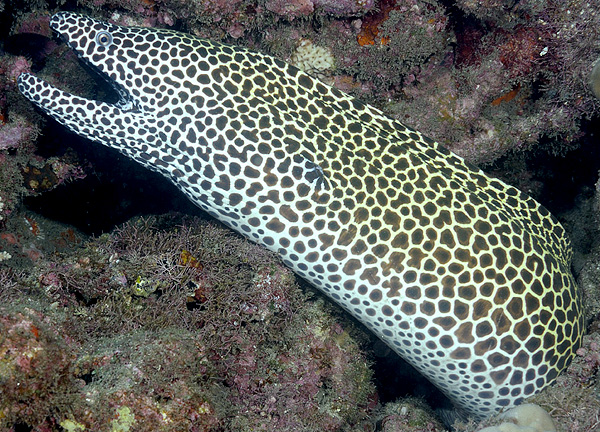
Anche molte murene, come Gymnothorax favagineus, possono provocare casi di ciguatera

Le specie ittiche passibili di essere causa di ciguatera sono molte, appartenenti a un gran numero di famiglie (il che rende difficile evitare le specie tossiche) e, in genere, di elevatissimo valore commerciale e alimentare.
Tutti i vari predatori di taglia medio-grande che hanno il loro habitat naturale presso la barriera corallina, come ad esempio le murene, possono provocare la ciguatera ma anche piccoli pesci pelagici come i Clupeidae possono causare avvelenamenti, perlopiù molto gravi.
Curiosamente le varie specie ittiche possono essere tossiche in una zona e totalmente innocue in aree vicinissime dove la ciguatera è causata da altri pesci del tutto commestibili altrove.
L'epidemiologia della ciguatera inoltre mostra un andamento fortemente ritmico, sia stagionalmente sia in un ciclo pluriennale. Tipicamente in un'area fino allora esente dall'intossicazione incominciano a verificarsi pochi casi di ciguatera, dapprima legati a solo poche specie che tendono ad aumentare fino, dopo qualche anno, a coprire l'intera ittiofauna della regione. Dopo un periodo (che può durare anche anni) di tossicità generalizzata, le specie tossiche e i casi di avvelenamento cominciano a ridursi a pochissimi pesci o a scomparire del tutto. Studi tesi a mostrare una correlazione tra la ciguatera e fattori ambientali e biologici marini non hanno portato ad alcun risultato.
Non esiste alcun test per verificare la presenza della tossina nel pesce, se non la somministrazione ad animali.

## Sintomatologia
Sono molteplici i sintomi riscontrati dagli individui colpiti, fra cui si evidenziano parestesie (alterazioni della sensibilità, spesso descritte come un "formicolio"), prurito, disfagia (difficoltà a deglutire), astenia, piccole contrazioni muscolari involontarie dette fascicolazioni, perdita della coordinazione muscolare o atassia, visione offuscata, fino ad arrivare anche a convulsioni e esantema maculo-papulare.
In seguito, dopo alcuni giorni, la persona intossicata può riscontrare una percezione alterata e opposta di caldo e freddo, sintomo che può perdurare anche per mesi. Queste ultime forme sono caratterizzate da bassa mortalità.
Può essere diagnosticata erroneamente come MDD.

## Eziologia
L'avvelenamento è provocato da diversi tipi di ciguatossine presenti negli alimenti ingeriti dagli esseri umani. Almeno cinque di esse non arrivano a modificare l'aspetto del pesce, mentre la totalità di esse resiste alle variazioni di temperatura e quindi anche alla cottura e al congelamento dei cibi; inoltre sono in grado di resistere anche all'acidità gastrica.

## Trattamento
Non esiste alcun antidoto né particolare trattamento per la cura della ciguatera. La somministrazione di farmaci è principalmente rivolta a curare i sintomi e a facilitare il recupero dell'organismo.

### Rimedi popolari
In molte isole del Pacifico la intossicazione viene trattata con le foglie di Heliotropium arboreum (sin.: Heliotropium foertherianum), una pianta arbustiva della famiglia delle Boraginaceae che contiene acido rosmarinico, noto per le sue proprietà antivirali, antibatteriche, e antinfiammatorie.